# هالپرین
هالپرین (انگلیسی: Halperin) یا هلپرین گونه‌ای از اسامی خانوادگی یهودی است. این نام در سیریلیگ گلپرین نوشته می‌شود.

## افراد سرشناس با نام هالپرین
- برترند هالپرین، استاد
- دیوید هالپرین، نظریه‌پرداز
- ایان هالپرین، بیوگرافی نویس
- ویکتور هوگو هالپرین کارگردان
- مارک هلپرین، خبرنگار آمریکایی بلومبرگ پالتیکس